# Колденбютел
Колденбютел (на немски: Koldenbüttel) е селище в Северна Германия, в окръг Нордфризланд на провинция Шлезвиг-Холщайн. Разположено е на 8 km южно от град Хузум, при сливането на реките Айдер и Трене и на 15 km от вливането им в Северно море. Населението му е 907 души (по приблизителна оценка от декември 2017 г.).
В Колденбютел е роден изследователят Вилхелм Петерс (1815 – 1883).